# Orthosterni
 (avril 2025).
Si vous disposez d'ouvrages ou d'articles de référence ou si vous connaissez des sites web de qualité traitant du thème abordé ici, merci de compléter l'article en donnant les références utiles à sa vérifiabilité et en les liant à la section « Notes et références ».
Infra-ordre
Les Orthosterni sont l'infra-ordre de scorpions qui regroupe toutes les espèces actuelles.
- Il est divisé en quatre micro-ordres (parvorders) par Soleglad & Fet, 2003

## Classification
Pseudochactida
- - Pseudochactidae

Buthida
- Buthoidea
  - Buthidae inc Microcharmidae
  - †Protobuthidae

Chaerilida
- - Chaerilidae

Iurida
- †Palaeoeuscorpiidea
  - †Palaeoeuscorpiidae
- Iuroidea
  - Iuridae
  - Caraboctonidae
- Scorpionoidea
  - Scorpionidae inc Urodacidae
  - Hemiscorpiidae (Liochelidae)
  - Bothriuridae
  - †Protoischnuridae
- Chactoidea
  - †Akravidae
  - Chactidae
  - Euscorpiidae
  - Superstitioniidae
  - Troglotayosicidae
  - Typhlochactidae
  - Vaejovidae

IS
- - †Archaeobuthidae
  - †Palaeopisthacanthidae

IS
- -     - †Corniops Jeram, 1994
    - †Palaeoburmesebuthus Lourenço, 2002
    - †Sinoscorpius Hong, 1983
    - †Uintascorpio Perry, 1985